# Neil Bush
Neil Mallon Bush (nascido em 22 de janeiro de 1955) é um empresário e investidor americano. Ele é o quarto dos seis filhos do ex-presidente George HW Bush e de Barbara Bush (nascida Pierce). Seus cinco irmãos são George W. Bush, o 43º presidente dos Estados Unidos; Jeb Bush, um ex-governador da Flórida; a falecida Pauline Robinson Bush; Marvin Bush; e Dorothy Bush Koch.

## Vida
Em 22 de janeiro de 1955, Bush nasceu em Midland, Texas. Aos 11 anos, ele entrou na exclusiva St. Albans School em Washington, D.C. Ele lutou durante a escola; um conselheiro disse a sua mãe que era duvidoso que o menino tinha o potencial de se formar. Mais tarde, ele foi diagnosticado como tendo dislexia, e sua mãe passou muito tempo treinando-o através de sua deficiência de aprendizagem.

## Educação
Em 1977, Bush formou-se em economia pela Universidade de Tulane. Em 1979, Bush obteve um MBA.